# 西京路
西京路，金朝时设置的路。
以辽朝西京道改置，治所在大同府（今山西省大同市）。辖境约相当今河北省张家口市、山西省大同市和内蒙古自治区乌加河、鄂尔多斯市东胜区以东，多伦县以西地区。元朝废。 

## 长官
金朝
关于金朝的西京留守兼本路兵马都总管、大同尹，参见大同府